# 長野県道455号長沢田村線
長野県道455号長沢田村線（ながのけんどう455ごう ながさわたむらせん）は、長野県下伊那郡豊丘村を結ぶ一般県道。

## 概要

### 路線データ
- 起点：下伊那郡豊丘村大字神稲字長沢
- 終点：下伊那郡豊丘村大字神稲字田村（田村交差点、長野県道18号伊那生田飯田線・長野県道228号市田停車場線交点）

## 通過する自治体
- 下伊那郡豊丘村

## 交差・接続する道路
- 長野県道18号伊那生田飯田線・長野県道228号市田停車場線 - 下伊那郡豊丘村大字神稲字田村（田村交差点、終点）